# احمد سودی

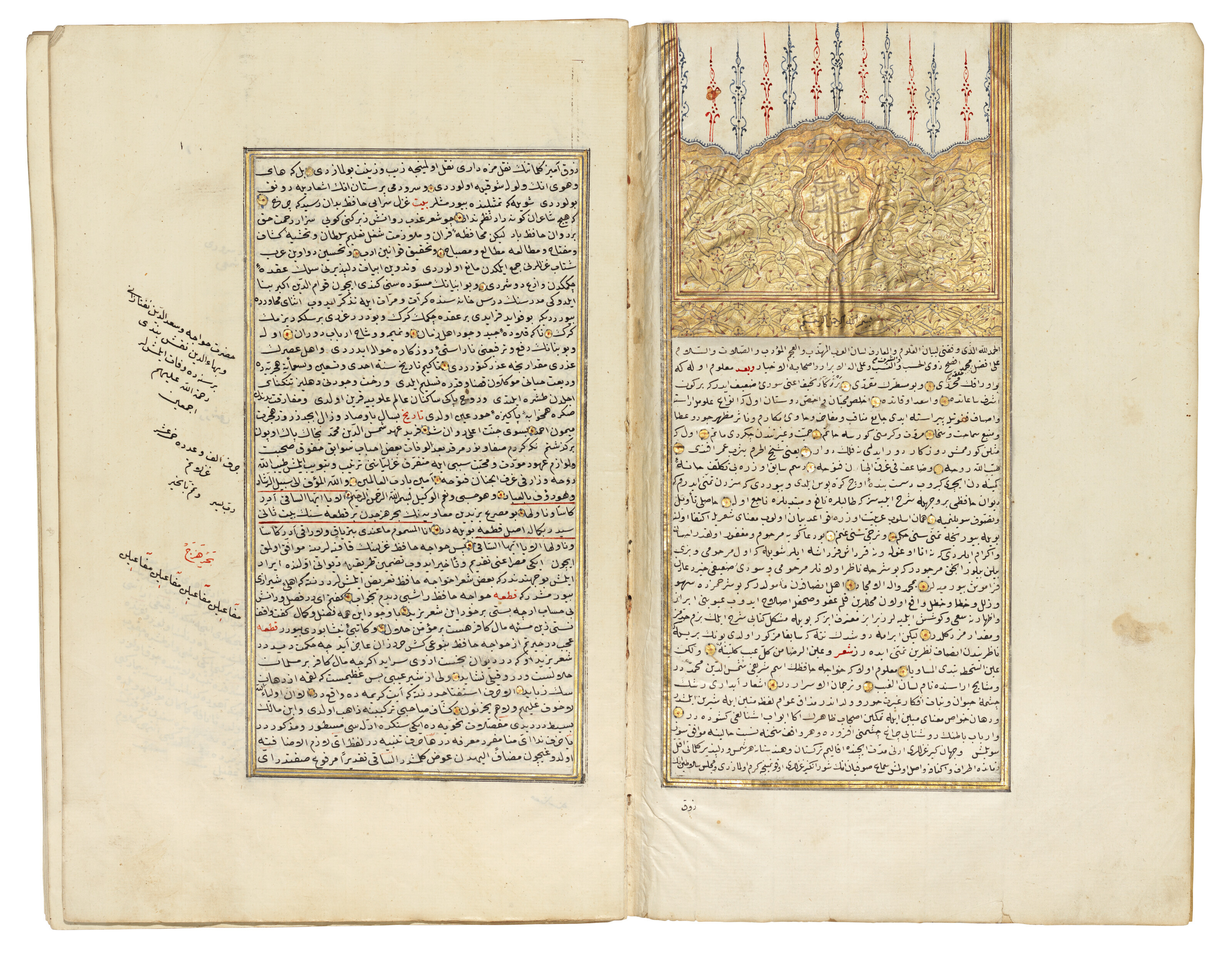
نگاره‌ای از یک نسخه خطی اثر احمد سودی بوسنوی

احمد سودی بوسنوی (؟، Foča، امپراتوری عثمانی، بوسنی و هرزگوین فعلی - ۱۰۰۰/۱۰۰۶ هجری قمری) که گاهی در منابع به اشتباه محمد سودی نیز نامیده شده‌است، پژوهشگر و مترجم قرن ۱۶ میلادی در امپراتوری عثمانی بود. شهرت وی بیشتر به دلیل نگارش ترجمه و شرح دیوان حافظ و نیز گلستان و بوستان سعدی به زبان ترکی عثمانی است. به گفته استاد مطالعات فارسی و اسلامی، حامد الگار، سودی «احتمالاً برجسته‌ترین پارسی‌شناس عثمانی» است.
او در شرح گلستان خود در بیشتر موارد تفسیر شمعی را رد کرده‌است.